# Drucuma apicata
Drucuma apicata là một loài bướm đêm trong họ Noctuidae.